# آن (إقليم فرنسي)
إقليم آن (بالفرنسية: Ain 
تنطق بالفرنسية: [ɛ̃]
) هو إقليم فرنسي تابع لمنطقة رون ألب في فرنسا. يأخذ الإقليم إسمه من نهر الأن. أعطت كل من المعهد الوطني للإحصاء والدراسات الاقتصادية ومؤسسة لا بوست كود الترقيم البريد الأول 01.

## تسمية السكان
لا يوجد في إقليم آن تسمية رسمية لسكانه، بل أخذت من المناطق الزراعية الأربع القديمة التي كانت تكون الإقليم وهم:
- بريسان بالنسبة لمن يقطنون في منطقة براس.
- دومبيست  بالنسبة للقاطنين في منطقة دومب.
- بوجيست  بالنسبة لمن يقطنون في منطقة بوجيه.
- جيسيان بالنسبة للقاطنين في منطقة بايي دو جاكس.

يوجد أيضا عدة عبارات علمية تكنى بساكني هذا الإقليم، حيث نجد عبارة إيدانيان التي تصف الساكنين بالقرب من نهر آن وتأتي من كلمة إيدانوس التي لها نفس المعنى.

## التاريخ

### ما قبل التاريخ
الأثار الأولى التي تعود للإنسان في هذه المنطقة ترجع للعصر الحجري القديم الوسيط مع ألات موستيرية زراعية. تم أيضا اكتشاف ألات حجرية أقدم من الأثار البشرية لكن لم يتم تحديد عمرها بالضبط. في حدود 000 15 قبل الميلاد شهدت هذه المنطقة تزايد كبير في قدوم سكان جدد ويعود هذا بسبب ذوبان نهر الرون والمنطقة المحيطة به من الجليد. تكونت هذه الشعوب الجديدة القادمة أساسا من الصيادين، الذين تركوا كما هام من الألات المستخدمة أنذاك خاصة في كهف الكولومبيار.

### فترة الغال والحملة الرومانية
في فترة بلاد الغال، تم اقتسام أراضي هذه المنطقة من قبل خمسة شعوب، السيكوانا، الأمباري، الهايدوي، سيغوسيافي، والألوبورج. لكن تحركات شعوب الهيلفاتي التي أجبرتها عليها الشعوب الجرمانية، أدت إلى تشنجات كبيرة بين كل الأطراف. وفي هذه الفترة بالذات قام يوليوس قيصر بحملته على بلاد الغال. وهنا تم تقسيم المنطقة بين السيكوانا الكبيرة، والليونيين.
من بقايا هذه الحقبة يمكن أن نجد كهف إزيرنور الروماني وقناة فيو المائية الرومانية.

### العصور الوسطى
نهاية الإمبراطورية الرومانية في السنوات 450 بعد عصر الهجرات، أدى لأن تكون هذه المنطقة من نصيب البرغنديون ثم إلى إمبراطورية الفرنجة. في بداية القرن السادس، تم إنشاء أبرشية بيلي أر وهذا بسبب انتشار المسيحية في هذه الجهة.

جذرت فترة الإمبراطورية الكارولنجية أسسها في المنطقة بتقسيمها لعدة مساحات تسمى باجي ويحكمها كونتات (كونت نبيل) أصبحوا فيما بعد إقطاعيين كبار في أواخر القرن التاسع. في 843، توصلت معاهدة فيردان إلى تقسيم الإمبراطورية إلى ثلاث قطع يحكم كل واحدة منها أحد أبناء لويس الورع الثلاثة. رجعت آن إلى لوثر الأول، بينما ذهبي منطقة براس لشارل الأصلع.

### دولة سافوا
في القرن الحادي عشر، تمركز كونتات (كونت) سافوا في جهات بيلي وفالروميه. وبدأوا شيئا فشيئا بالتوسع حتى بداية القرن الخامس عشر، وهنا قاموا بتوحيد شعوب بلاد آن. في سنة 1272، عادت إليهم منطقة براس بعد دفع مهر من قبل دوق بورغوني، هذا التوسع لم يرق لحكام دوفيني الذين أرادوا الحصول على نفس هذه المناطق، وفي بداية القرن الرابع عشر، إندلعت الحرب بين السافوا ودوفيني. انتهت هذه الهرب مع معاهدة الباريس في 1355.

قصر بون دان هو من أحد القصور المفضلة لأمراء الجهة آن ولدت لويز من سافوا أم ملك فرنسا فرانسوا الأول في 1476.

### من الإنضمام إلى فرنسا إلى الثورة
الحرب التي اندلعت بين هنري الرابع وكارلو إمانويلي الأول وضعت حدا لاتفاقية ليون، التي فاوض فيها رونيه دو لوسانج. في هذا الوقت تنازلت فرنسا عن ماركيز سالوتزو وفي المقابل أخذت مقاطعات السافوا على الضفة اليمنى للرون، الذي كانوا ينتمون لمقاطعة البورغونيي. فقط وادي فالسيرين بقي مرتبطا بدوقية السافوا. باعتبارها خارج الإمبراطورية، أعلنت منطقة دومب ولائها لملك فرنسا سنة 1762.

تم تأسيس إقليم آن سنة 1790 حسب حدود موجودة منذ العصور الوسطى، أنذاك كانت مقسمة إلى 9 مناطق، 49 كانتون، 501 بلدية أبرشية.

### الثورة وإنشاء إقليم
إقليم آن، كان أحد الأقاليم 83 التي نشأت عقب الثورة الفرنسية، وتطبيقا للقانون المؤرخ في 22 ديسمبر 1789، نشأ الإقليم بعد اندماج أربعة مناطق: براس، بوجيه، دومب، بايي دو جاكس وجزء من المقاطعة القديمة فران ليونيه.
دومب، بوجيه، بايي دو جاكس كانوا يدارون حسب أعراف البورغونيي، منذ انفصالهم عن دوقية السافوا لصالح فرنسا سنة 1601.
من 1791 إلى 1793، المناطق التسعة (بون دو فو، بورغ، نانتوا، بيلي، سان رومبار، مونلويال، تريفو، شاتيون ليه دومب) تزود ب12 كتيبة من المتطوعين الوطنيين.
لو بايي دو جاكس انفصلت بين 1798 إلى 1814 لانضمامها لإقليم ليمان.

### من القرن التاسع عشر إلى اليوم
بعد فوز الحلفاء في معركة واترلو (18 يونيو 1815)، تم تقسيم الإقليم من قبل جيش الإمبراطورية النمساوية من يونيو 1815 إلى نوفمبر 1818.
بعد إنقلاب 2 ديسمبر 1851 من قبل نابليون الثالث، أصبحت آن في وضع الحصار للتعامل مع احتجاجات كبيرة، ورفع عنها بعد أن تم إلقاء القبض على بضع مئات من المحتجين.
6 بلديات تقع في الجنوب الغربي لإقليم آن، بالقرب من ضواحي مدينة ليون، إنضمت لإقليم الرون سنة 1967 وذلك بعد انضمامهم مجموعة ليون الحضرية.

## السياسة
بالنسبة للولاية البرلمانية من 2012 إلى 2017، فلدى آنخمسة نواب في الجمعية الوطنية الفرنسية منتخبين عن الدوائر الخمس الانتخابية المكونية لهذا الإقليم، كل هؤلاء النواب من اليمين وعن حزب الاتحاد من أجل حركة شعبية.

وبالنسبة للولاية البرلمانية من 2008 إلى 2014، فلدى آن ثلاثة نواب في مجلس الشيوخ الفرنسي، اثنان منهم من اليسار وعن الحزب الاشتراكي والأخر من اليمين وعن حزب الاتحاد من أجل حركة شعبية. 

محافظ هذا الإقليم منذ 2013 هو لورون توفيه من الحزب الاشتراكي.

## الجغرافيا
تعرف آن بازدواجية تضاريسها. يقطعها من الشمال إلى الجنوب نهر آن. وهنا يمكننا القول أن الجهة الغربية تكثر فيها السهول (براس، سهول آن، فال دو ساون) أو هضاب منخفضة (دومب)، باستثناء روفارمون التي منها تبدأ أولى جبال جورا، تناقضا مع الجهة الشرقية (بايي دو جاكس، بوجيه) التي تتكون من الوديان والجبال من النوع الجوراسي. كريه دو لا ناج هي أعلى نقطة في سلسلة جبال جورا (720 1 متر).

بلديات إليم الأين حسب المناطق المقسمة إليها.

## المناخ
الطقس في آن يعتبر عادة معتدل. الشتاء بارد جدا في أعالي بوجيه وبايي دو جاكس، بينما يبقى معتدلا في بقية الإقليم. فصول الصيف تكون فيها الحرارة مرتفعة جد. تكثر الرياح الشمالية في سهول آن. يوافق الطقس ويتناغم مع عادات وتقاليد هذه الجهة.
حالات طقس غير اعتيادية:
- 1709: سنة الشتاء العظيم.
- 1740: شتاء قارص.
- 1748: حصاد فقير.
- 1750: حصاد وفير جدا.
- 1753: عواصف عنيفة جدا.
- 1766: شتاء قارس.
- 1768: حصاد وفير بالرغم من فترة تساقط الأمطار الطويلة.
- 1769-1770: أشهر طويلية من تساقت الأمطار.
- 1787: حصاد وفير للنبيذ.
- 1788: حصاد سيئ للغاية، وفاة عدد كبير من الأسماك في الأحواض.
- 1802: التجلد الكبير.

## الاقتصاد

### الزراعة
تعتبر آن منطقة ريفية، ومن أهم المنتجات يوجد:
- التربية: دواجن براس.
- الجبن: بلو دو جاكس، براس بلو، رامكان، كونتيه، كلون.
- الكرم والعنب: كروم بوجيه، مانيكل، سيدون.

محاصيل الحبوب مهمة أيضا في دومب وبراس.

### الصناعة

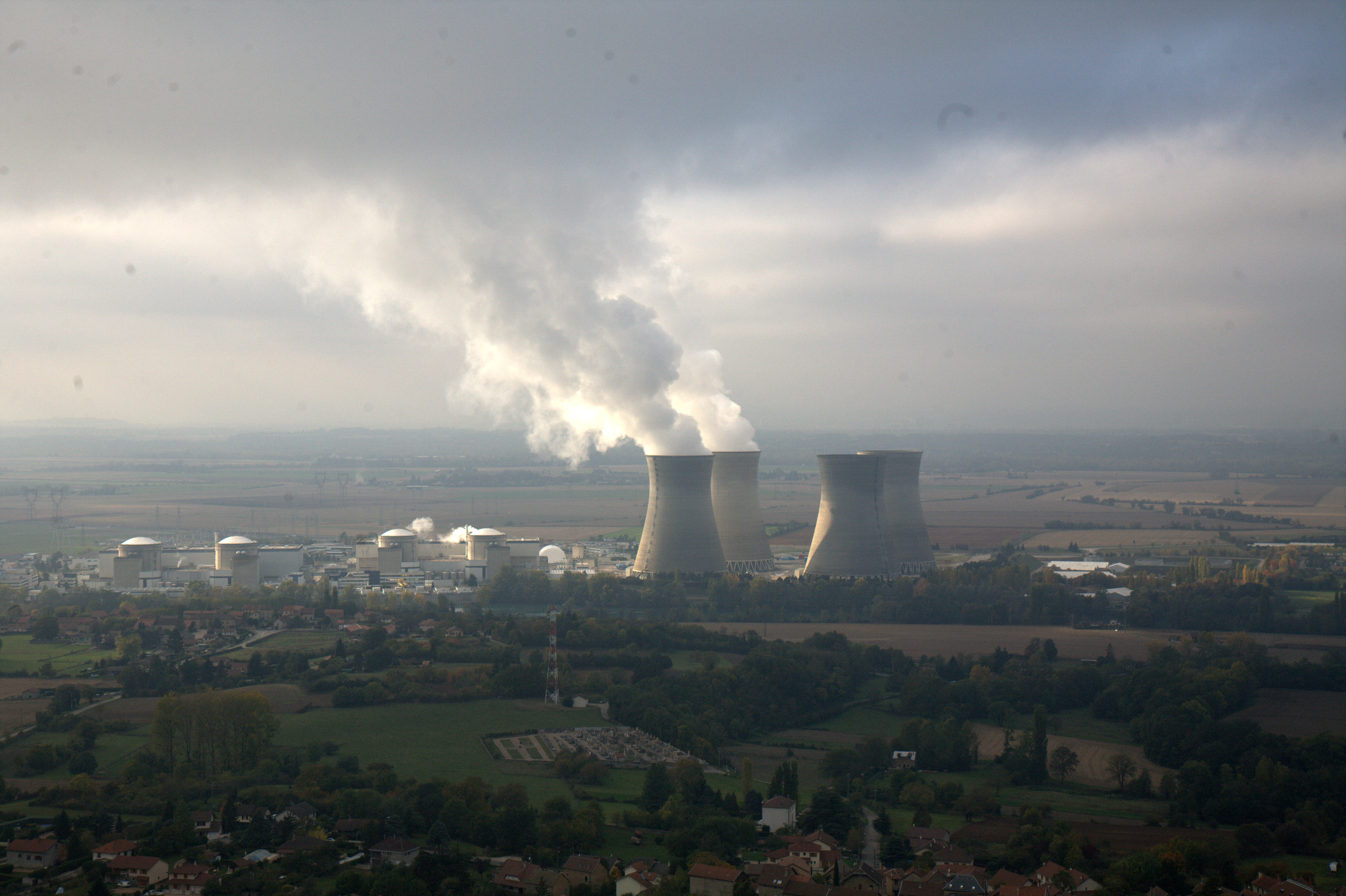
محطة بوجيه النووية ذات الأربع مفاعلات نووية.

نجد في آن أساسا الصناعات الخفيفة، مثل صناعة البلاستيك في أويونا، وصناعات السيارات. المنتزه الصناعي لسهول آن الموجود منذ الثمانينات والموجود في سان-فولباس وبلييس على مساحة 300 هكتار، يمثل حوض تشغيل في نمو متواصل.

محطة بوجيه النووية ذات الأربع مفاعلات نووية تقع في سان-فولباس على 19 كم من أمبيريو-أون-بوغي.

### نشاطات أخرى
بورغ-أون-بريس: عاصمة الإقليم، ومقر محافظته، هي المدينة الإدارية له أيضا، يقع فيه جامعة مركز بورغ للدراسات الجامعية وآن وهي تابعة لجامعة ليون.

## السكان

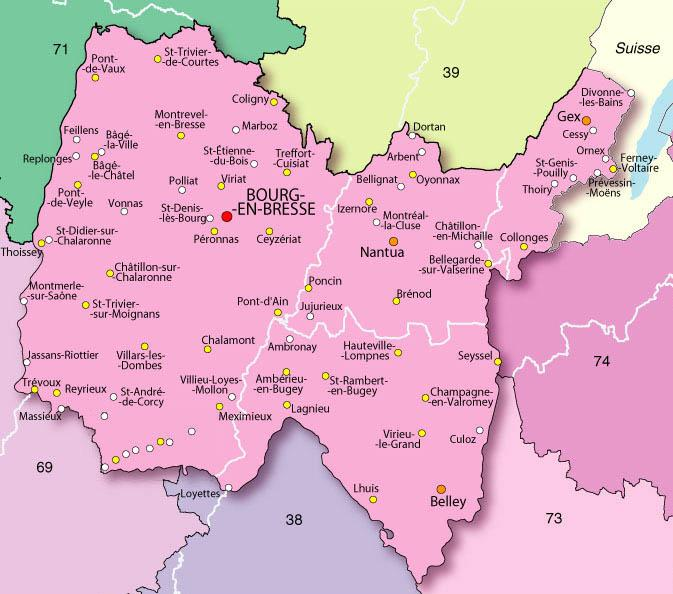
المدن الرئيسية في الأين

لا يوجد في إقليم آن مدن كبيرة، حيث تعتبر مدينتي بورغ-أون-بريس وأويونا متوسطة الحجم. بعد الانخفاض الملحوظ أثناء فترة الهجرة من الريف في أواخر القرن التاسع عشر، والزيادة الكبيرة مع الحرب العالمية الأولى، بدأ عدد السكان في الإقليم بالتزايد شيئا فشيئا منذ الحرب العالمية الثانية. لقربه من مدينة ليون الذي تصل ضواحيها الجنوب الغربي للإقليم، وكذلك لقربه من مدينة جنيف التي تقع بالقرب من بايي دو جاكس، عرف الإقليم تضخما في عدد سكانه، حيث عبر من 262 339 ساكن سنة 1968 270 515 سنة 1999 و335 581 سنة 2008 وفي سنة 2011 بلغ عدد السكان 827 603 ساكن.

منذ عدة سنوات أيضا عرف غرب الإقليم تحسنا ديموغرافيا بفضل القرب من مدينة ماكون (35 ألف ساكن).

## الثقافة
مجل آن العام هو المسؤول عن المتاحف الموجودة في الجهة. 

يوجد في الإقليم عدة متاحف ومنها المتحف الإقليمي لتاريخ المقاومة والترحيل في آن وأعالي الجورا، وكذلك متاحف إقليمية في براس وبوجيه وريفارمون. يوجد متحف أمبيريو أون بوغي لعمال السكك الحديدية، ومتحف النبات المائي، والمتحف البلدي لبورغ أون براس، وكذلك حديقة الطيور، وهي المكان السياحي الوحيد في الجهة والذي يستقبل سنويا أكثر من 100 ألف سائح.

يوجد في الإقليم أكثر من 250 مكتبة.

إحدى مدن آن كانت مسرحا لأحداث كتاب رفاق جيهو لكاتبه الفرنسي ألكسندر دوما. أمضى فولتير عطلته سنة 1759 في قصر فيرني فولتير.

ينظم أيضا في الإقليم عدة مهرجانات إقليمية وجهوية مختلفة.

تم تمثيل عشرات الأفلام الفرنسية والمسلسلات في الإقليم.

## السياحة

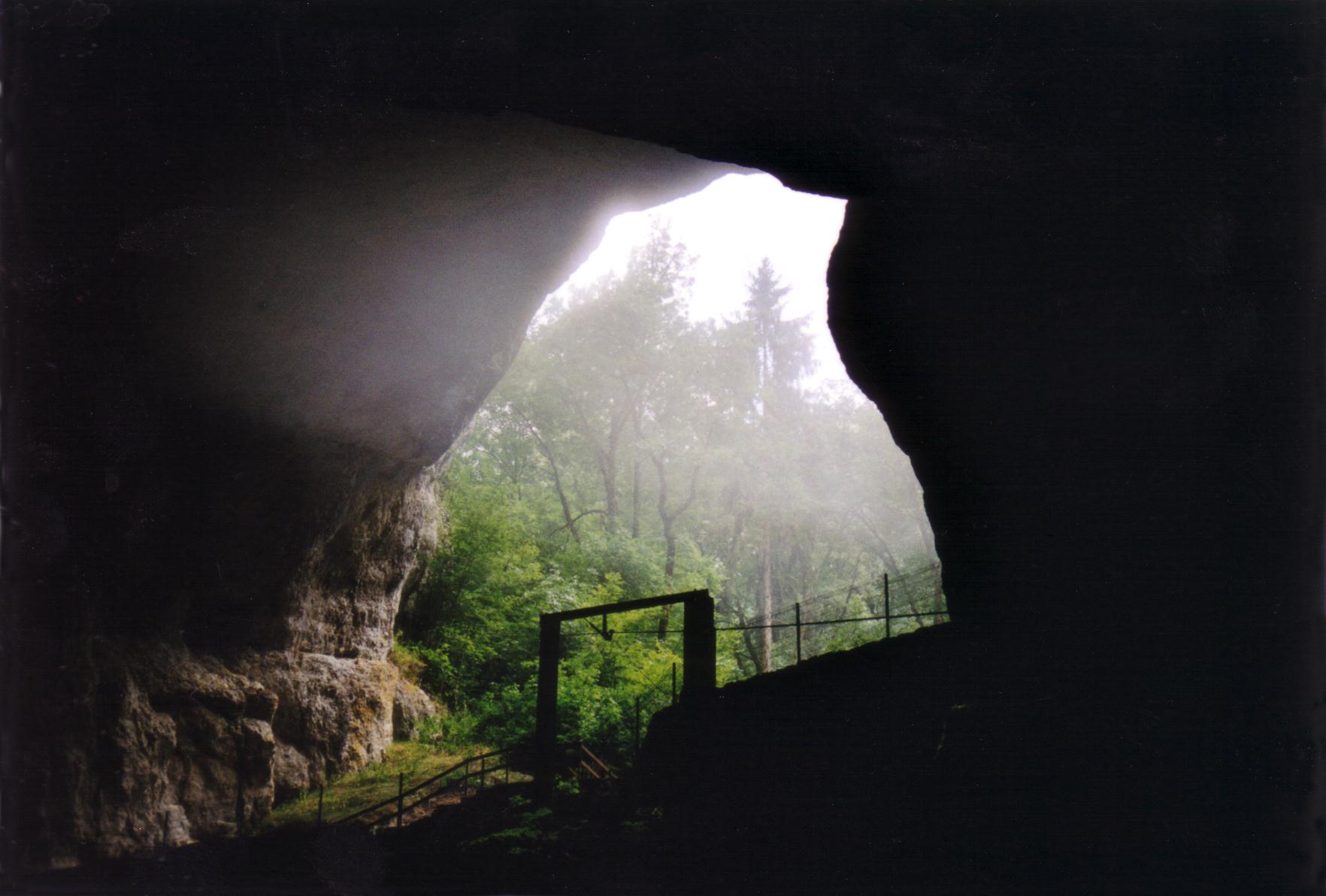
مغارة سيردون, قرب مدينة سيردون في وسط الإقليم.

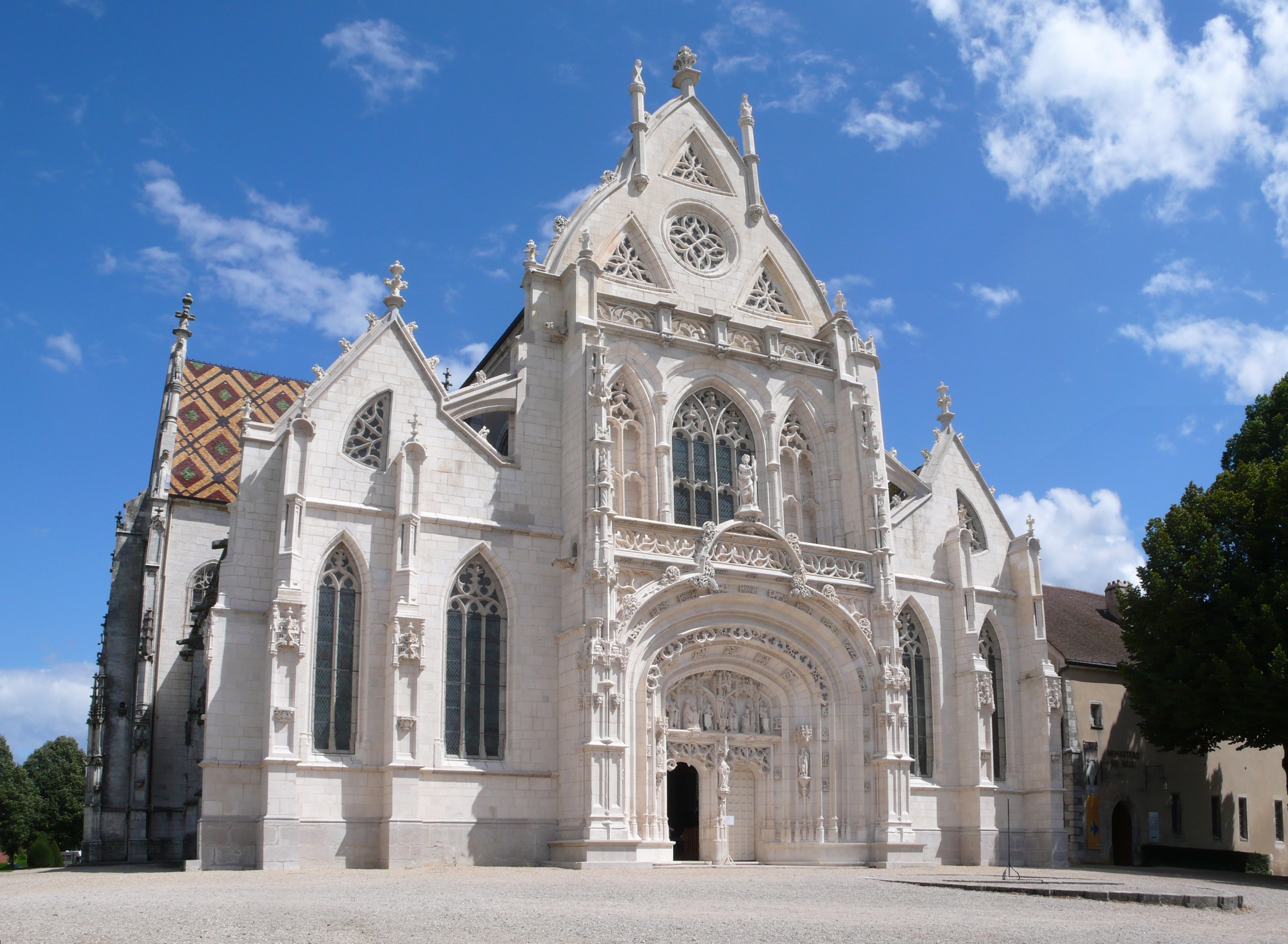
كنيسة سان نيكولا دو تولونتان في مدينة بورغ-أون-بريس.

يقدم القطاع السياحي في الإقليم 000 10 عمل مباشر و 000 10 عمل غير مباشر.

تحتوي آن على أكثر من 40 مكتب سياهي تابع للدولة منتشر على كامل الإقليم.
تتنوع ترق إقامة السياح في الإقليم فحسب معطيات سنة 2007 نجد:
| نوع الإقامة          | عدد الأسرة (2007) |
| -------------------- | ----------------- |
| في الفنادق السياحية  | 020 8             |
| في المخيمات السياحية | 852 12            |
| في الإقامات السياحية | 195 2             |
| في المنازل السياحية  | 717 2             |
| في الإقامات الثانوية | 590 81            |
| في المساكن الجماعية  | 510 3             |

وكذلك عدد الليالي المقضاة في الإقليم:
| الموسم         | عدد الليالي (السياحية) |
| -------------- | ---------------------- |
| صيف 2008       | 208 212 1              |
| شتاء 2008-2009 | 500 438                |

يوجد العديد من المتاحف والمغارات والمباني الدينية القديمة والأرضي الطبيعية والأثار التي تجلب السياح في هذا الإقليم.

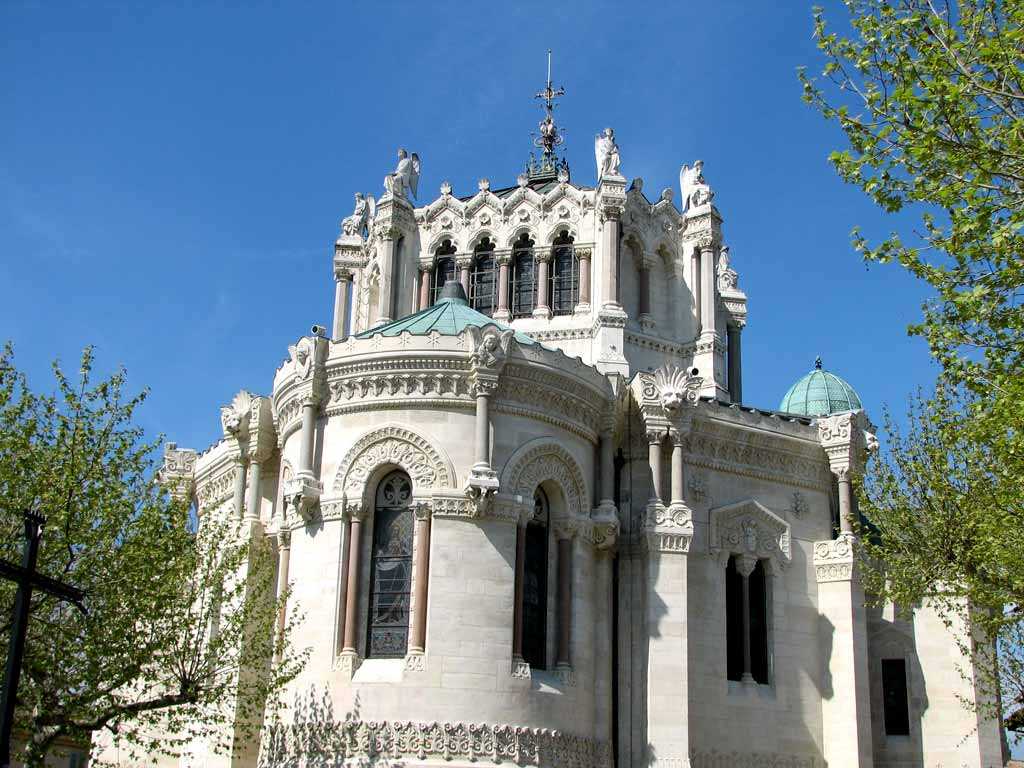
بازيليك أرس الواقعة في أرس-سور-فورمانس.
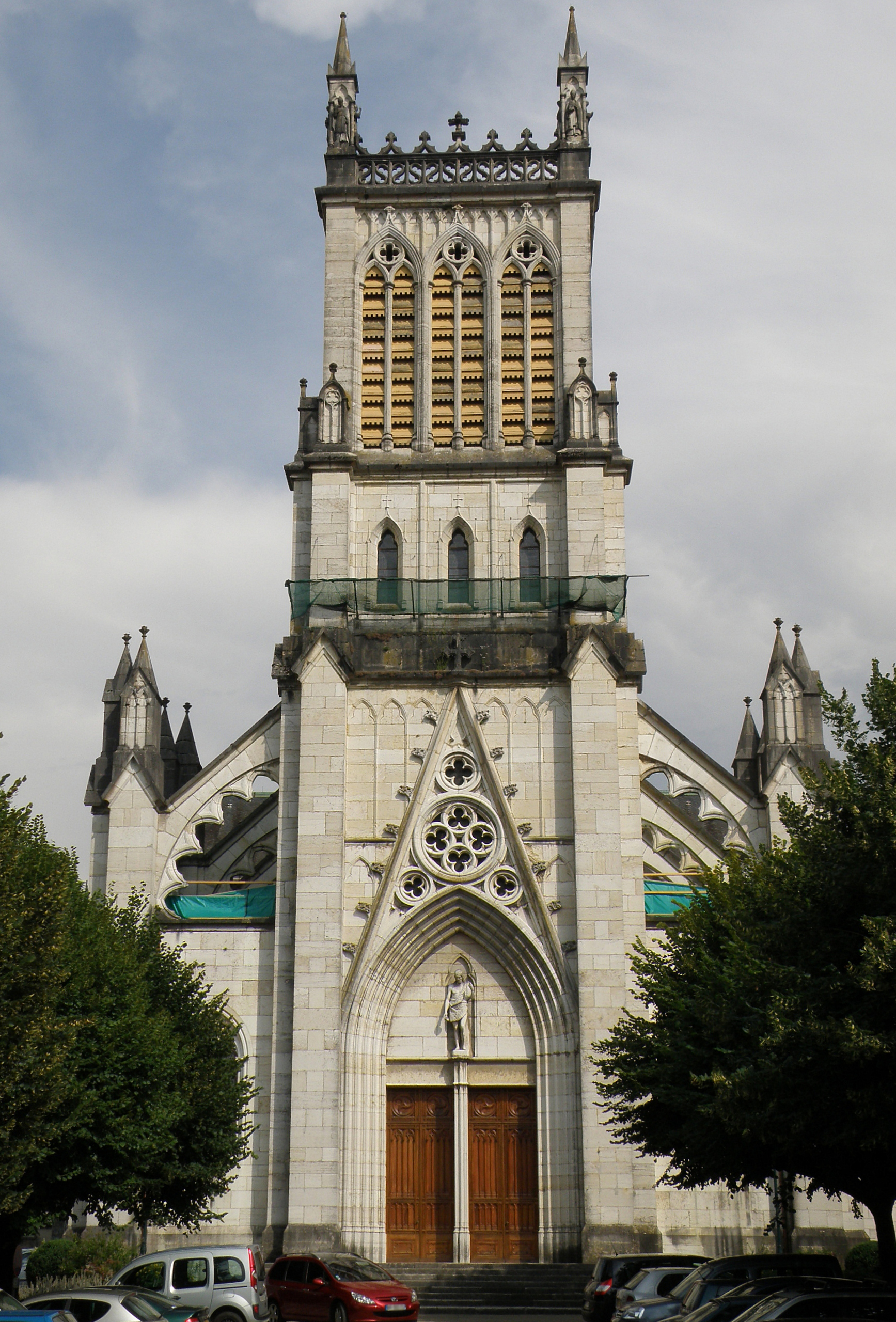
كاتدرائية سان جان دو بيلي الواقعة في بيلي.

## روابط خارجية
- الموقع الرسمي لمجلس أين العام